# Florin Cernat
Florin Lucian Cernat (Galați, Rumania, 10 de marzo de 1980) es un futbolista rumano. Juega de centrocampista y su equipo actual es el FC Voluntari de la Liga 1 de Rumanía.

## Biografía
Florin Cernat, que actúa de centrocampista ofensivo, empezó su carrera futbolística en las categorías inferiores del Oțelul Galați hasta que, el 29 de agosto de 1998, debuta en la Liga I con la primera plantilla del club en el partido FC Universitatea Craiova 0-1 Oțelul Galați.
En 2000 emigra a Rumania para jugar con el Dinamo de Bucarest, con el que consigue proclamarse campeón de la Copa de Rumania.
Al año siguiente ficha por el Dinamo de Kiev ucraniano. Allí conquista tres Ligas y cuatro Copas de Ucrania.
En la temporada 2007-08 se marcha cedido al HNK Hajduk Split, que pagó 400000 euros para poder llevárselo. Ese año consigue llegar a la final de la Copa de Croacia, pero el título fue a parar finalmente al Dinamo de Zagreb.
En la temporada siguiente regresa al Dinamo.

## Selección nacional
Ha sido internacional con la Selección de fútbol de Rumania en 14 ocasiones. Su debut con la camiseta nacional se produjo el 27 de marzo de 2002 en el partido Rumania 4-1 Ucrania.

### Goles internacionales
| # | Fecha      | Lugar                                | Rival   | Gol | Resultado | Competición                |
| - | ---------- | ------------------------------------ | ------- | --- | --------- | -------------------------- |
| 1 | 18-02-2004 | Estadio GSP, Chipre                  | Georgia | 3-0 | 3-0       | Amistoso                   |
| 2 | 08-09-2004 | Estadio Comunal de Aixovall, Andorra | Andorra | 0-1 | 1-5       | Clasificación Mundial 2006 |
| 3 | 08-09-2004 | Estadio Comunal de Aixovall, Andorra | Andorra | 0-3 | 1-5       | Clasificación Mundial 2006 |

## Clubes
| Club               | País    | Año       |
| ------------------ | ------- | --------- |
| FC Oțelul Galați   | Rumania | 1998-2000 |
| Dinamo de Bucarest | Rumania | 2000-2001 |
| FC Dinamo de Kiev  | Ucrania | 2001-2007 |
| HNK Hajduk Split   | Croacia | 2007-2008 |
| FC Dinamo de Kiev  | Ucrania | 2008-2009 |
| HNK Hajduk Split   | Croacia | 2009-2010 |
| Karabükspor        | Turquía | 2010-2013 |
| Rizespor           | Turquía | 2013-2014 |
| Otelul Galati      | Rumanía | 2014-2015 |
| Viitorul Constanța | Rumanía | 2015-2016 |
| FC Voluntari       | Rumanía | 2016-2018 |

## Palmarés
- 2 Copas de Rumania (Dinamo de Bucarest, 2001, FC Voluntari, 2017)
- 3 Ligas de Ucrania (Dinamo de Kiev; 2003, 2004 y 2007)
- 4 Copas de Ucrania (Dinamo de Kiev; 2003, 2005, 2006 y 2007)
- 3 Supercopas de Ucrania (Dinamo de Kiev; 2004, 2006 y 2007)
- 1 Copa de la CIS (Dinamo de Kiev, 2002)
- 1 Copa de Croacia (HNK Hajduk Split, 2010)
- 1 Supercopa de Rumania (FC Voluntari, 2017)